# Schulhof Lipót
Schulhof Lipót (Léopold Schulhof) (Baja, 1847. március 12. – Párizs, 1921. október 10.) magyar származású francia csillagász, a Magyar Tudományos Akadémia levelező tagja. Bolygók és üstökösök pályaszámítását kutatta, nevéhez fűződik a 147 Protogeneia nevű kisbolygó felfedezése. Róla nevezték el a 2384 Schulhof nevű kisbolygót.

## Életpályája
Alap- és középfokú tanulmányait szülővárosában végezte, majd a bécsi és a párizsi egyetemen tanult csillagászatot. 1869-ben a bécsi csillagvizsgálóba került, ahol gyakornokként kezdett el dolgozni. 1871-ben másodasszisztens, két évvel később első asszisztense lett. 1875-ben átment a párizsi csillagvizsgálóba, ahol kezdetben segédként dolgozott. 1878-ban a Bureau des longitudes (a csillagászati számolóintézet) munkatársa, később aligazgatója lett. Itt dolgozott haláláig. Franciaországban számos díjat kapott, pl. Vaillant-díj, Francia Becsületrend (1914). Magyarországgal az első világháborúig kapcsolatban maradt. 1878-ban a Magyar Tudományos Akadémia levelező tagjává választották, illetve több tanulmánya jelent meg az MTA Értekezések a Mathematikai Tudományok Köréből, valamint a Természettudományi Közlöny számaiban. Ezenkívül elsősorban francia és osztrák folyóiratokban publikált: Astronomische Nachrichten, Wiener Sitzungsberichte, Berliner Jahrbuch (körlevelek) és Comptes rendus.

## Munkássága
Kutatásainak jelentős részében az üstökösök, bolygók és kisbolygók pályaszámításával, illetve a Nap körüli keringésével foglalkozott. Jelentősek a kisbolygók területén az úgynevezett pályaháborgások számításában és kimutatásában elért eredményei.
1872 novemberében figyelte meg Baján a meteoresőt, később Edmund Weiss osztrák csillagásszal kimutatta, hogy az ilyen jelenségek eredete az üstökösök szétszóródásában keresendő. 1875-ben fedezte fel a 147 Protogeneia kisbolygót. Ez volt az első kisbolygó, amit a bécsi egyetemi csillagvizsgálóból fedeztek fel. Franciaországi éveiben foglalkozott a Delunay-féle holdmozgás-táblázatokkal, pontosítva őket. Ezenkívül a Joseph Bossert halála miatt félbe maradt csillag-sajátmozgással foglalkozó katalógusát fejezte be. A Vaillant-díjat a „csillagászati többtestprobléma egyik speciális esetének kidolgozásáért” kapta meg.
Róla nevezték el a Nizzában, 1943-ban, Marguerite Laugier által felfedezett 2384 Schulhof nevű kisbolygót.

## Főbb munkái
- Az 1870. IV. számú üstökös... (1874)
- Az 1871. II. számú üstökös... (1874)
- Az 1873. VII. sz. Coggia–Winnecke-féle üstökös pályaszámítása (1885)